# 야마자키 히로아키
야마자키 히로아키(일본어: 山崎 博昭: 1948년 11월 12일 - 1967년 10월 8일)는 일본의 신좌파 학생운동가다. 제1차 하네다 투쟁 때 사망했다.
고치현 출신. 오사카시립 맛타중학교, 오사카부립 오오테마에고등학교를 거쳐 1967년 교토대학 문학부에 입학했다. 동년 4월 중핵파에 들어갔다. 고등학교 시절부터 중핵파계 반전고협 결성에 참여하여 데모를 자주 나갔고, 스나가와 투쟁에도 참여했다.
1967년 10월 8일 제1차 하네다 투쟁(사토 에이사쿠 수상의 남베트남 방문 저지투쟁)에 참가했다. 학생들과 경찰기동대 사이에 격렬한 공방이 벌어져서, 학생들이 기동대에게서 물대포 탑재 경비차를 강탈해서 폭주시키는 등 상황이 격화되는 가운데, 경비차가 지나간 뒤 쓰러져 있는 것이 발견되었다. 곧바로 기동대원이 구조했지만 사망이 확인되었다. 향년 18세. 10월 17일 히비야 야외음악당에서 학살항의・야마자키군 추도중앙장이 개최되어 이노우에 키요시가 조사를, 칸바 토시오가 조시를 낭독했다.
당시 경찰측은 동료 학생운동가가 경비차를 탈취해 몰다가 야마자키를 치어 죽였다고 발표하고, 운전했다는 학생을 체포했지만 입건하지 못하고 불기소했다. 사망 직후 도쿄도 감찰의무원에서 “사인은 뇌좌멸(으스러짐)”이라는 검안서(1967년 10월 9일 오오타구청 발행)를 발표했다. 전라의 시체를 대면한 유족과 변호단은 경찰의 발표와 달리 타이어 자국이 존재하지 않았다고 증언했다.  변호사 코나가이 요시히로는 사인을 둘러싼 경찰발표의 의혹, 모순을 언론지상에서 추궁했다.
그러나 부검을 실시한 게이오기주쿠대학 의대 교수는 곤봉 같은 것에 의해 발생할 수 있는 부분적인 골함몰이나 타박상을 찾아볼 수 없다는 점, 타이어의 뚜렷한 흔적은 없지만 타이어에 의한 것으로 보이는 부상이 얼굴 왼쪽에 있다는 점, 머리・가슴・배에 걸쳐 중량을 받은 압박흔이 있다는 점을 들어 차에 치어 죽은 것이 가장 강하게 생각된다고 소견을 밝혔다. 언론들은 야마자키가 쓰러진 직후에 학생들이 경비차를 물로 씻어 지문을 지우려 했다거나, 내부 핸들에서 학생들의 지문이 검출되었다고 보도했고, 차량 운전석에서 얼굴을 내미는 학생들의 사진, 폭주하는 차량의 영상 같은 것도 기록으로 남아 있다. 유우키 소이치는 반체제운동 측에서는 일관되게 야마자키가 권력에게 학살당했다고 유보 없이 주장해 왔고, 자신도 한참 후까지 계속 그렇게 믿고 있었다고 자저에서 말하고 있다.
야마모토 나츠히코・하니 고로 등은 설사 학생이 운전해서 치어죽인 것이라 하더라도 학생으로 하여금 거기에 이르게 한 것은 국가권력이니 책임은 권력에게 있다는 논법을 사용했다. 와타나베 쇼이치는 칸바 미치코 사망사건 때 동경대학 총장 카야 세이지가 “순수한 학생을 분노케 한 기시 내각이 나쁘다”고 말했던 것을 인용하기도 했다. 하지만 야마자키의 죽음은 칸바와 달리 광범위한 동정과 공감을 불러일으키지 못했다. 타카기 마사유키는 이것이 이 때 이미 학생운동이 고립화되기 시작했다는 방증이라고 지적했다. 반면 코바야시 테츠오와 같은 논자는 야마자키의 죽음이 이듬해의 전공투 운동을 비롯한 학생운동 폭발의 마중물이 되었고, 고등학생들까지 정치의식을 가지게 된 계기가 되었다고 주장했다. 실제로 이후 학생반전운동은 70년 안보를 목표로 달려가며 사세보, 산리즈카, 오키나와, 전공투로 이어지며 고양된 측면이 있다.
유골은 오사카부 가타노시 헤이와다이공원에 매장되어 있다.